# Chinese bergkat
De Chinese bergkat, Gobikat of Chinese woestijnkat (Felis bieti), is een wilde katachtige uit Chinese berggebieden. De soort komt echter waarschijnlijk niet voor in woestijnen als de Gobiwoestijn. Over deze soort is slechts weinig bekend.
De status van de Chinese bergkat als aparte soort is niet onomstreden. Toen de kat voor het eerst werd beschreven in 1982, werd deze als een aparte soort, Felis bieti, ingedeeld. Genetisch onderzoek uit 2007 en 2021 geeft echter aan dat het eerder om een ondersoort gaat van Felis silvestris - waar ook de huiskat onder valt -, die dan als wetenschappelijke naam Felis silvestris bieti draagt. Die nieuwe indeling wordt echter niet door iedereen gevolgd.
De wetenschappelijke naam van het dier verwijst naar een Franse missionaris.
De Chinese bergkat is een vrij stevige katachtige, die 68 tot 85 centimeter lang kan worden en tot negen kilogram zwaar. De staart is vrij kort en dik, 30 tot 35 centimeter lang. De dichte vacht is grijzig tot bruinig geel van kleur aan de bovenzijde, met een rode glans. 's Winters is de vacht rossiger van kleur, 's zomers donkerder. Aan de onderzijde is deze vuilwit. Over de zijden en op de poten lopen enkele vage strepen. Over de staart lopen vijf à zes donkere ringen en hij heeft een zwarte punt. De schedel is breed en de oren groot, met kleine pluimpjes. De poten zijn vrij kort, met behaarde zolen.
De Chinese bergkat komt voor in de lösssteppen, alpenweiden, struikgebieden en bosranden van het Tibetaans Hoogland, in Qinghai, zuidelijk Gansu en het noorden van Sichuan, op een hoogte van 3000 meter. Vermeldingen dat de soort ook noordelijker voorkomt zijn waarschijnlijk vals. Het is waarschijnlijker dat het in deze gevallen gaat om een Aziatische wilde kat (Felis silvestris ornata) of een grote verwilderde huiskat, die voor een Chinese bergkat wordt aangezien.
De Chinese bergkat is voornamelijk 's nachts en in de schemering actief. Overdag slapen ze in holen in zuidelijke berghellingen. Bergkatten jagen voornamelijk op bamboeratten, fluithazen en woelmuizen, maar ook op vogels als fazanten. Ondergrondse prooien worden opgegraven.